# 双耳南星
双耳南星（学名：Arisaema wattii）为天南星科天南星属的植物，为中国的特有植物。分布在中国大陆的云南等地，生长于海拔2,100米至3,300米的地区，多生在山坡荒草地、河边、杂木林或山毛榉-杜鹃苔藓林中，目前尚未由人工引种栽培。

## 别名
半夏（云南腾冲）